# Naenaria segmentalia
Naenaria segmentalia är en stekelart som först beskrevs av Tohru Uchida 1925.  Naenaria segmentalia ingår i släktet Naenaria och familjen brokparasitsteklar. Inga underarter finns listade i Catalogue of Life.